# Vlaggen van gemeenten
Hieronder is een overzicht van lijsten van vlaggen van gemeenten. In veel landen hebben gemeenten (of steden en dorpen) een eigen stads- of gemeentevlag. De status van deze vlaggen verschilt per land. De meeste zijn officiële vlaggen, maar sommigen worden alleen de facto gebruikt.
- Andorra: Lijst van vlaggen van Andorrese parochies
- Armenië: Lijst van vlaggen van Armeense gemeenten
- België: Lijst van vlaggen van Belgische gemeenten
- Bosnië en Herzegovina: Lijst van vlaggen van Bosnische gemeenten
- Brazilië: Lijst van vlaggen van Braziliaanse gemeenten
- Bulgarije: Lijst van vlaggen van Bulgaarse gemeenten
- Canada: Lijst van vlaggen van Canadese gemeenten
- Chili: Lijst van vlaggen van Chileense gemeenten
- Colombia: Lijst van vlaggen van Colombiaanse gemeenten
- Costa Rica: Lijst van vlaggen van Costa Ricaanse kantons
- Denemarken: Lijst van vlaggen van Deense gemeenten
- Duitsland: Lijst van vlaggen van Duitse gemeenten
- El Salvador: Lijst van vlaggen van Salvadoraanse gemeenten
- Estland: Lijst van vlaggen van Estische gemeenten
- Frankrijk: Lijst van vlaggen van Franse gemeenten
- Georgië: Lijst van vlaggen van Georgische gemeenten
- IJsland: Lijst van vlaggen van IJslandse gemeenten
- Indonesië: Lijst van vlaggen van Indonesische gemeenten
- Italië: Lijst van vlaggen van Italiaanse gemeenten
- Kaapverdië: Lijst van vlaggen van Kaapverdische gemeenten
- Kosovo: Lijst van vlaggen van Kosovaarse gemeenten
- Kroatië: Lijst van vlaggen van Kroatische gemeenten
- Letland: Lijst van vlaggen van Letse gemeenten
- Liechtenstein: Lijst van vlaggen van Liechtensteinse gemeenten
- Litouwen: Lijst van vlaggen van Litouwse gemeenten
- Luxemburg: Lijst van vlaggen van Luxemburgse gemeenten
- Malta: Lijst van vlaggen van Maltese gemeenten
- Mexico: Lijst van vlaggen van Mexicaanse gemeenten
- Montenegro: Lijst van vlaggen van Montenegrijnse gemeenten
- Nederland: Lijst van vlaggen van Nederlandse gemeenten
- Noord-Macedonië: Lijst van vlaggen van Noord-Macedonische gemeenten
- Noorwegen: Lijst van vlaggen van Noorse gemeenten
- Oekraïne: Lijst van vlaggen van Oekraïense gemeenten
- Oostenrijk: Lijst van vlaggen van Oostenrijkse gemeenten
- Oost-Timor: Lijst van vlaggen van Oost-Timorese gemeenten
- Polen: Lijst van vlaggen van Poolse gemeenten
- Portugal: Lijst van vlaggen van Portugese gemeenten
- Roemenië: Lijst van vlaggen van Roemeense gemeenten
- Rusland: Lijst van vlaggen van Russische gemeenten
- San Marino: Lijst van vlaggen van San Marinese gemeenten
- Servië: Lijst van vlaggen van Servische gemeenten
- Slovenië: Lijst van vlaggen van Sloveense gemeenten
- Slowakije: Lijst van vlaggen van Slowaakse gemeenten
- Spanje: Lijst van vlaggen van Spaanse gemeenten
- Tsjechië: Lijst van vlaggen van Tsjechische gemeenten
- Venezuela: Lijst van vlaggen van Venezolaanse gemeenten
- Verenigd Koninkrijk: Lijst van vlaggen van Britse gemeenten
- Verenigde Staten: Lijst van vlaggen van Amerikaanse gemeenten
- Wit-Rusland: Lijst van vlaggen van Wit-Russische gemeenten
- Zimbabwe: Lijst van vlaggen van Zimbabwaanse gemeenten
- Zwitserland: Lijst van vlaggen van Zwitserse gemeenten

## Vlaggen van voormalige gemeenten
- België: Lijst van vlaggen van voormalige Belgische gemeenten
- Nederland: Lijst van vlaggen van voormalige Nederlandse gemeenten

Hoofdartikel: Vlaggen van de wereld      Portaal: Vlaggen en wapens
Vlaggen van A tot Z · Historische vlaggen · Handelsvlaggen van de wereld · Marinevlaggen van de wereld · Vlaggen van staten met beperkte erkenning · Vlaggen van internationale organisaties · Vlaggen van gebieden met separatistische of irredentistische bewegingen · Vlaggen van hoofdsteden · Vlaggenlijsten per land · Vlaggen van afhankelijke gebieden · Vlaggen van subnationale entiteiten · Vlaggen van gemeenten · Vlaggen van micronaties · Taalvlag
Zie ook: Vexillologie · Vlag · Vlaginstructie · Wimpel